# 青木一能
青木一能（平假名：あおき かずよし，1946年5月5日—），出生于群马县富冈市，日本国际政治学家。国际关系博士、日本大学文理学部教授，专业為国际关系论、现代非洲政治论。

## 简历
- 1970年獨協大学外国語学部英語学科畢業
- 1976年毕业于庆应义塾大学研究生院政治学专业博士课程。
- 世界经济调查会专任研究员
- 1979年4月~2003年执教于日本大学国际关系学部、研究生院。
- 其间还担任了伦敦大学英联邦研究所客座研究员。
- 2003年~至今 执教于日本大学文理学部
- 2009年 获得中国石河子大学名誉教授称号

## 社会活动
- 2002年作为日本政府监督团成员监督津巴布韦总统选举
- NPO（日本政治综合研究所）理事
- （财团法人）尾崎行雄纪念财团常务理事

## 著作
- 《国际政治论》，学阳书房 1983年
- 《安哥拉内战与国际政治力学》，芦书房 2001年
- 《通俗国际形势读本》，kankin出版社 2002年
- 《通俗現代史读本》，kankin出版社 2010年4月
- 《非洲全貌》，kankin出版社 2011年10月

### 编著
- 《全球化社会的危机-全球化的断面图》(芦书房 2005年)
- 《全球化的危机管理论》(芦书房 2006年)

### 合编
- (中原喜一郎)《国际政治理论》(东海大学出版会 1997年)
- (岩崎正洋等)《比较政治学的视点》(新评论 1998年)
- (大谷博爱等)《未来的国家-21世纪世界的坐标》(芦书房 2001年)
- (加藤 义喜) 《全球化的功罪》(文真堂 2001年)
- (松永泰行等)《21世纪的中东·非洲世界-混乱地区的过去·现在·未来》(芦书房 2006年)

### 海外讲座
- 2009年12月18日，在北京大学国际战略研究中心为北大学生(包括留学生)作了《日本对非洲政策》的讲座(主持人 北京大学非洲研究中心主任李安山教授)
- 2010年10月29日，在石河子大学综合教学楼为该校一部分师生作了《研究中亞問題之我見》演讲并回答了学生们的提问。
- 2010年11月1日，在浙江师范大学非洲研究院为该院同仁作了《日本外交中的对非洲政策》的讲座《主持人 浙江师范大学非洲研究院院长刘鸿武教授）

### 海外刊载
- 〈非洲的安定才有世界的稳定〉，（中国人民对外友好协会所属）《非洲》月刊，2009年11月号 第14页。
- 〈石油助推安哥拉经济起飞－中国资金流入成该国滋生新腐败一原因〉，（中国人民对外友好协会所属）《非洲》月刊，2011年2月号 第28~29页。